# Nikołaj Łagunow
Nikołaj Michajłowicz Łagunow (ros. Николай Михайлович Лагунов, ur. 28 listopada?/11 grudnia 1905 w Kotorsku w guberni pskowskiej, zm. 25 lipca 1978 w Leningradzie) – funkcjonariusz radzieckich służb specjalnych, pułkownik.

## Życiorys
Skończył szkołę średnią, od kwietnia 1925 organizator odpowiedzialny gminnego komitetu Komsomołu, od marca do grudnia 1926 organizator odpowiedzialny rejonowego komitetu Komsomołu, od grudnia 1926 do grudnia 1927 sekretarz odpowiedzialny rejonowego komitetu Komsomołu w obwodzie leningradzkim, od stycznia 1927 w WKP(b). Od grudnia 1927 do lutego 1929 w Armii Czerwonej, następnie funkcjonariusz partyjny, m.in. 1929-1930 kierownik wydziału rejonowego komitetu WKP(b), od listopada 1937 do września 1938 I sekretarz rejonowego komitetu WKP(b), od września 1938 do stycznia 1939 kierownik wydziału handlu radzieckiego obwodowego i miejskiego komitetu WKP(b) w Leningradzie, od 17 stycznia 1939 do 26 lutego 1941 zastępca szefa Zarządu NKWD obwodu leningradzkiego, od 21 kwietnia 1939 major, a od 7 kwietnia 1940 starszy major bezpieczeństwa państwowego. Od 15 marca do 9 maja 1940 szef grupy operacyjnej NKWD w Wyborgu, od 26 lutego do 23 sierpnia 1941 szef Zarządu NKWD obwodu leningradzkiego, od 23 sierpnia 1941 do 28 maja 1943 szef Północno-Zachodniego Zarządu Budownictwa Urządzeń Obronnych NKWD/Ludowego Komisariatu Obrony ZSRR na Froncie Północno-Zachodnim, od 28 maja 1943 do 29 sierpnia 1944 zastępca szefa Zarządu NKGB obwodu uljanowskiego, 23 czerwca 1943 awansowany na pułkownika bezpieczeństwa państwowego. Od 29 sierpnia 1944 do 6 maja 1947 szef Zarządu NKGB\ MGB obwodu pskowskiego, od 27 maja 1947 do 30 maja 1948 pełnomocnik Rady Ministrów ZSRR w fabryce papierniczej w Leningradzie, potem w rezerwie MGB ZSRR, od 30 grudnia 1948 do 10 marca 1950 szef Zarządu Poprawczego Obozu Pracy i Kolonii Karnej i zastępca szefa Zarządu MWD obwodu leningradzkiego, od 11 maja 1950 do 8 października 1952 szef Zarządu Dalstroja MWD, od 8 października 1952 do 11 marca 1953 szef Magadańskiego Zarządu Poprawczego Obozu Pracy MWD i p.o. szefa Zarządu 3 Dalstroja MWD, od 11 marca do 27 lipca 1953 p.o. zastępcy szefa Głównego Zarządu Dalstroja MWD, od 27 lipca do 15 października 1953 szef 2 Zarządu Północno-Wschodniego Poprawczego Obozu Pracy MWD w Magadanie, od 15 października 1953 do 8 grudnia 1954 p.o. I zastępcy szefa zarządu tego obozu, następnie w dyspozycji Wydziału Kadr Gułagu MWD ZSRR, 1 marca 1955 zwolniony ze służby.

## Odznaczenia
- Order Czerwonego Sztandaru (5 listopada 1954)
- Order Wojny Ojczyźnianej II klasy (4 kwietnia 1943)
- Order Czerwonej Gwiazdy (trzykrotnie - 26 kwietnia 1940, 28 listopada 1941 i 20 marca 1952)